# Escola de Música Joan Llongueres
L'Escola de Música Joan Llongueres fou fundada el 1913 per Joan Llongueres amb el nom d'Institut Català de Rítmica i Plàstica per a dedicar-se a l'ensenyament musical als infants mitjançant el mètode Dalcroze. La seva proposta ha influït en els diferents corrents pedagògics que s'han desenvolupat en la música a Catalunya, també en la pràctica del cant coral. El Govern de Catalunya li concedí la Creu de Sant Jordi el 2013. El 2025 van lamentar que estaven a punt de tancar per la manca de suport de les administracions.